# Nina Sosanya
Oluwakemi Nina Sosanya (Londra, 6 giugno 1969) è un'attrice inglese.

## Biografia
Nata a Londra da padre nigeriano, ha iniziato la sua carriera nel 1992, lavorando soprattutto in serie televisive e interpretando prevalentemente ruoli secondari. Ha fatto parte del cast regolare delle serie televisive Casanova (2005), FM (2009) e Silk (2011).
Il suo film di maggior successo è Love Actually - L'amore davvero, in cui ha interpretato il ruolo di Annie.

## Filmografia parziale

### Cinema
- Love Actually - L'amore davvero (Love Actually), regia di Richard Curtis (2003)
- Red Joan, regia di Trevor Nunn (2018)
- Brian e Charles, regia di Jim Archer (2022)
- The End We Start From, regia di Mahalia Belo (2023)

### Televisione
- Casanova – miniserie TV, 3 puntate (2005)
- Doctor Who – serie TV, 1 episodio (2006)
- FM – serie TV, 6 episodi (2009)
- Five Days – serie TV, 5 episodi (2010)
- Silk – serie TV, 6 episodi (2011)
- Strike Back – serie TV, 9 episodi (2017-2018)
- Good Omens – serie TV (2019-in corso)
- Killing Eve – serie TV, 5 episodi (2019)
- His Dark Materials - Queste oscure materie (His Dark Materials) – serie TV, 6 episodi (2019-2022)
- Brave New World – serie TV, 8 episodi (2020)
- Baby Reindeer – serie TV, 4 episodi (2024)

## Doppiatrici italiane
Nelle versioni in italiano dei suoi film, Nina Sosanya è stata doppiata da:
- Laura Lenghi in Silk, Killing Eve, Brian e Charles, Brave New World
- Alessandra Cassioli in Strike Back e Baby Reindeer
- Claudia Pittelli in Love Actually - L'amore davvero
- Valentina De Marchi His Dark Materials - Queste oscure materie